# Amir Waithe
Amir Alberto Waithe Núñez (ur. 27 listopada 1989 w mieście Panama) – panamski piłkarz występujący na pozycji napastnika lub skrzydłowego, reprezentant Panamy.

## Kariera klubowa
Waithe jest wychowankiem zespołu San Francisco FC z siedzibą w mieście La Chorrera. Do seniorskiej drużyny został włączony w wieku 20 lat i już w swoim debiutanckim sezonie, Apertura 2009, wywalczył z nim mistrzostwo kraju. Niebawem wywalczył sobie miejsce w podstawowym składzie i jako jeden z ważniejszych graczy zdobył ze swoim klubem dwa wicemistrzostwa Panamy z rzędu – w rozgrywkach Clausura 2010 i Apertura 2010. Drugi tytuł mistrzowski osiągnął w wiosennym sezonie Clausura 2011. W grudniu tego samego roku, razem ze swoim rodakiem Rolando Blackburnem, przebywał na testach w słowackim FK Senica.

## Kariera reprezentacyjna
W 2010 roku Waithe znalazł się w składzie reprezentacji Panamy U-23 na Igrzyska Ameryki Środkowej i Karaibów. Wystąpił wówczas w dwóch meczach rundy kwalifikacyjnej, nie zdobywając bramki, natomiast właściwy turniej piłkarski nie odbył się jednak z powodu sprzeciwu federacji CONCACAF. W późniejszym czasie Waithe wystąpił w sześciu spotkaniach kadry olimpijskiej w ramach kwalifikacji do Igrzysk Olimpijskich w Londynie. Jego drużyna za pomocą fazy play-off zdołała awansować do drugiej rundy, gdzie z kolei odpadła po zajęciu trzeciego miejsca w grupie, nie awansując na olimpiadę.
W seniorskiej reprezentacji Panamy Waithe zadebiutował 4 marca 2010 w wygranym 2:1 meczu towarzyskim z Wenezuelą. Wziął udział w eliminacjach do Mistrzostw Świata 2014, podczas których strzelił dwie pierwsze bramki w kadrze narodowej – 7 października 2011 w wygranej 5:0 konfrontacji z Dominiką.